# Theo Zasche

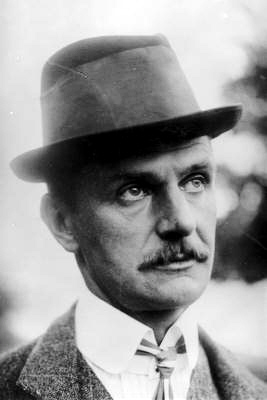
Theo Zasche (um 1910)

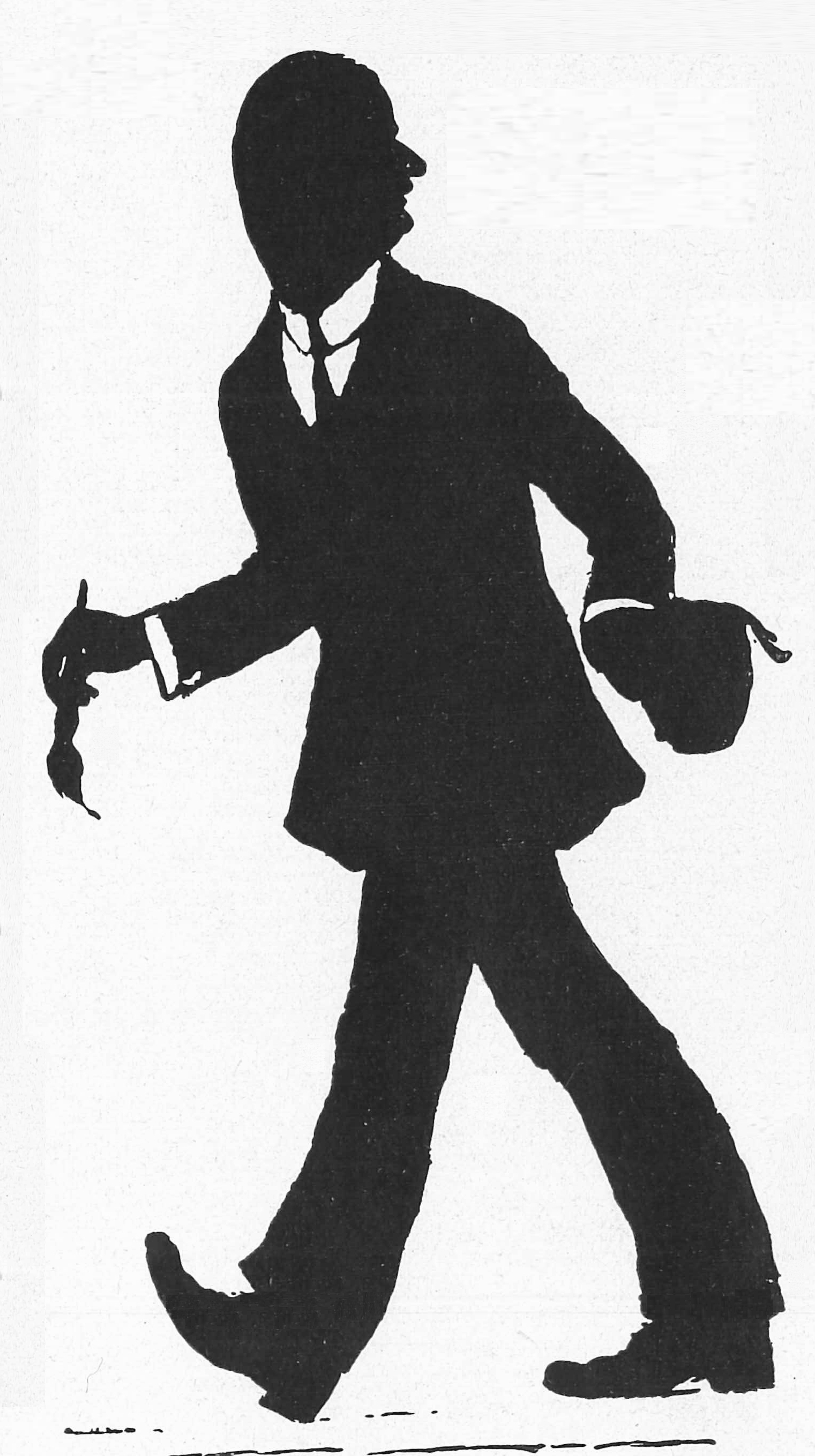
Selbstkarikatur 1912

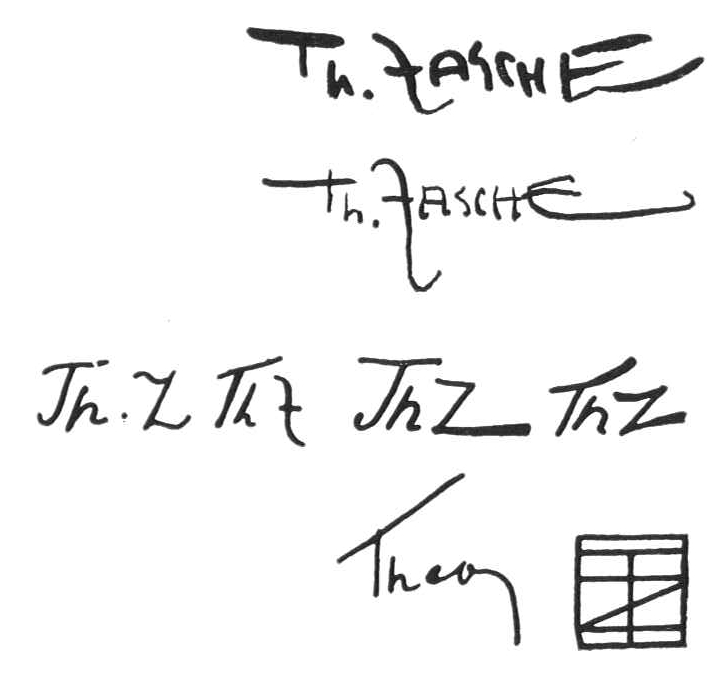
Zasches Signaturen

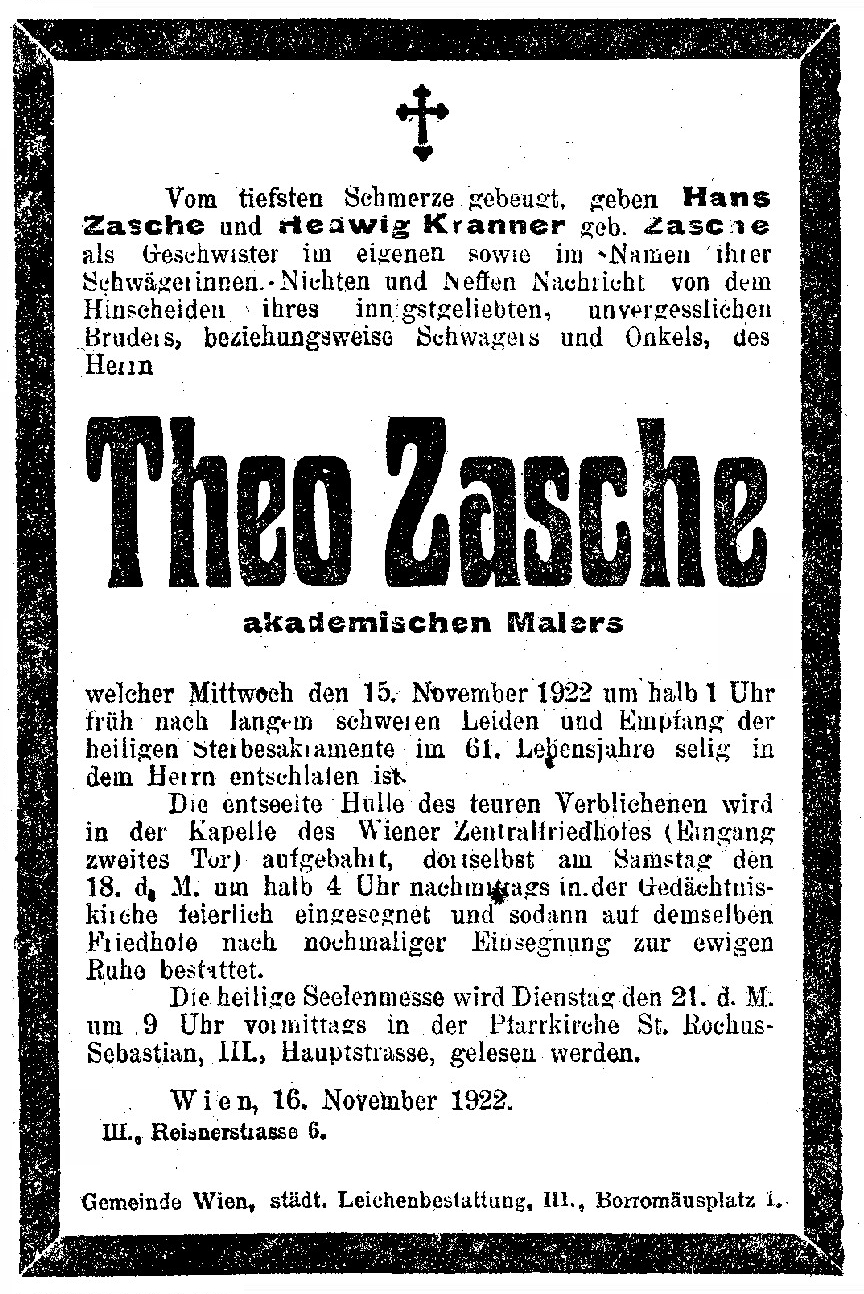
Todesanzeige in der NFP

Theodor Zasche (* 18. Oktober 1862 in Wien; † 15. November 1922 ebenda) war ein österreichischer Maler und Karikaturist.

## Leben
Zasche war der Sohn des Malers Josef Zasche (* 1821 in Gablonz; † 1881 in Leipzig). Er lernte anfangs bei seinem Vater und studierte später an der Wiener Kunstgewerbeschule bei Ferdinand Laufberger und Julius Victor Berger. Nach dem Tod des Vaters führte er dessen Werkstätte für Porzellanmalerei fort und versuchte sich auch auf dem Gebiet der Pastellmalerei.
Zasche war als Illustrator Mitarbeiter zahlreicher Zeitschriften in Wien (Der Floh, Wiener Witzblatt und Wiener Luft, für die er nach dem Tode von Hans Schließmann 1920 tätig war), Berlin (Lustige Blätter) oder München (Fliegende Blätter).
Als guter Kenner des Wiener Lebens und der Wiener Gesellschaft arbeitete er seit 1910 für die Volkszeitung und pflegte darin die politische Satire. In seinen Feder- und Tuschzeichnungen erreichte er mit wenigen Strichen Porträttreue mit starker Charakteristik und Humor. Ab 24. März 1892 war er Mitglied des Wiener Künstlerhauses.
Am 14. Oktober 1902 wird er als Teilnehmer einer kurzen Luftfahrt von knapp 2 Stunden mit dem Ballon „Jupiter“ erwähnt, an der auch Herbert Silberer und Emile Carton teilnahmen.
Sein Ehrengrab befindet sich auf dem Wiener Zentralfriedhof (Gruppe 15 E, Reihe 13, Nr. 2).